# Tylonycteris tonkinensis
Tylonycteris tonkinensis — вид рукокрилих ссавців з родини лиликових.

## Етимологія
англ. Tonkin — назва північного В'єтнаму під час династії Нгуйон та французької колоніальної ери (з 19 по середину 20 століть).

## Опис
Будова тіла не кремезна. Череп невеликий. Писок короткий. Довжина передпліччя 25,1–27,8 мм. Голова зверху-знизу дуже сплющена. Забарвлення волосяного покриву відносно мінливе, більш-менш золотисто-червоне біля основи спинного хутра, до темно-коричневого біля кінчиків спинних волосків та більш світлого золотисто-коричневого на нижній частині. Вуха мають трикутну форму, з широко закругленими кінчиками. Козелок короткий і тупий. Мембрани крил темно-коричневі. Основа великих пальців і підошви задніх стоп мають м'ясисті подушечки.

## Середовище проживання
Відомий на північному сході Лаосу й півночі В'єтнаму. Як і інші види Tylonycteris, T. tonkinensis асоціюється з дерев'янистими бамбуковими гаями. Новий вид зазвичай зустрічається в симпатії з меншим видом T. fulvida.